# Люславице (платформа)
Люславице (пол. Lusławice) — остановочный пункт в деревне Люславице в гмине Янув, в Силезском воеводстве Польши. Имеет 2 платформы и 2 пути.
Остановочный пункт на линии Кельце — Фосовске, построен в 1946 году.